# John LaMotta
John LaMotta (Brooklyn, New York, 8 de janeiro de 1939) foi um ator americano mais conhecido por seu papel Trevor Ochmonek na sitcom ALF, um show que mais tarde confessou desprezar.

## Filmografia
- Motel Blue
- Five Acres
- Cagney & Lacey (3ª temporada, episódio 6 - Dimitrius in Partners)
- Frasier (Dukes, We Hardly Knew Ye, "Where Every Bloke Knows Your Name")
- The Godson
- Lookin' Italian
- Vampire in Brooklyn
- Fatal Choice
- The Scout
- In This Corner
- Pet Shop
- Bloodfist IV: Die Trying
- We're Talking Serious Money
- Why Me?
- Running Scared
- American Ninja
- Breakin' 2: Electric Boogaloo
- Ninja III: The Domination
- Revenge of the Ninja
- One More Chance
- 2076 Olympiad
- Mean Johnny Barrows
- A Place Called Today